# کیرشدورف (نیدرزاکسن)
کیرشدورف (به آلمانی: Kirchdorf) یک شهر در آلمان است که در Kirchdorf واقع شده‌است. کیرشدورف ۲٬۰۶۰ نفر جمعیت دارد.